# Maisons et arbre
Ne doit pas être confondu avec Maisons à l'Estaque.
Maisons et arbre est un tableau peint par Georges Braque en 1908. Cette huile sur toile représente des maisons et un tronc d'arbre à L'Estaque. Elle est conservée au Lille Métropole Musée d'Art moderne, d'Art contemporain et d'Art brut, à Villeneuve-d'Ascq.

## Expositions
- Apollinaire, le regard du poète, musée de l'Orangerie, Paris, 2016 — n°90.
- Le Cubisme, Centre national d'art et de culture Georges-Pompidou, Paris, 2018-2019.